# Floresorchestia monospina
Floresorchestia monospina is een vlokreeftensoort uit de familie van de Talitridae. De wetenschappelijke naam van de soort is voor het eerst geldig gepubliceerd in 1935 door Stephensen.